# Quilticohyla
A Quilticohyla  a kétéltűek (Amphibia) osztályába és  a békák (Anura) rendjébe a levelibéka-félék (Hylidae) családjába és a Hylinae alcsaládba tartozó nem.

## Elterjedésük
A nembe tartozó fajok Mexikó és Guatemala trópusi örökzöld erdeiben honosak.

## Rendszerezés
A nembe az alábbi fajok tartoznak:
- Quilticohyla acrochorda (Campbell and Duellman, 2000)
- Quilticohyla erythromma (Taylor, 1937)
- Quilticohyla sanctaecrucis (Campbell and Smith, 1992)
- Quilticohyla zoque (Canseco-Márquez, Aguilar-López, Luría-Manzano, Pineda-Arredondo, and Caviedes-Solis, 2017)